# 涅爾斯卡亞河

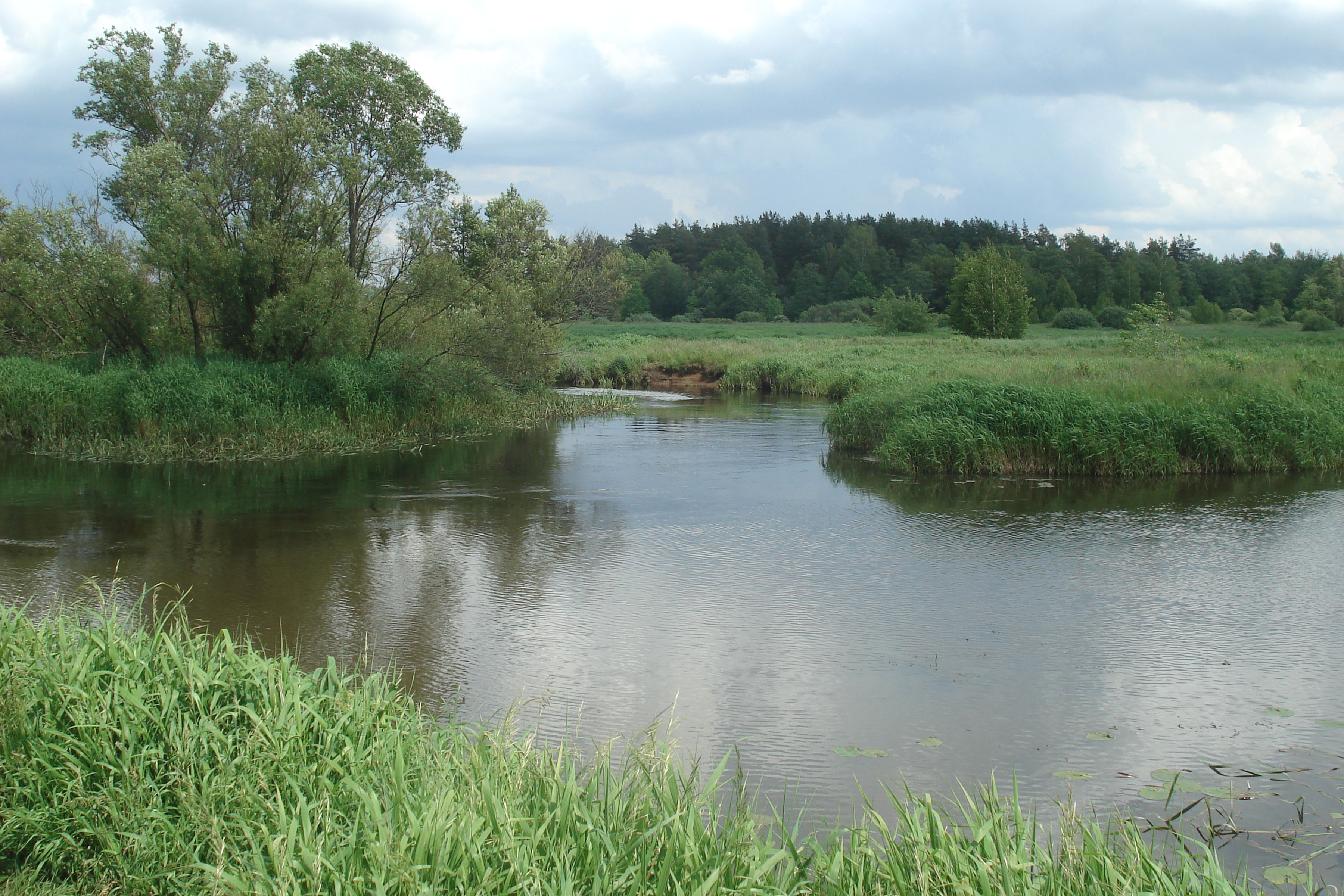
古斯利察河（右）與涅爾斯卡亞河（中、左）

涅爾斯卡亞河是俄羅斯的河流，位於莫斯科州內，屬於莫斯科河的左支流，河道全長92公里，流域面積1,510平方公里，支流有沃利納亞河、波納里河和古斯利察河。